# Cachen
Cachen ist eine französische Gemeinde mit 230 Einwohnern (Stand: 1. Januar 2022) im Département Landes in der Region Nouvelle-Aquitaine. Sie gehört zum Arrondissement Mont-de-Marsan und zum Kanton Haute Lande Armagnac. Die Bewohner nennen sich Cachenais.

## Geographie
Cachen liegt im Landes de Gascogne, dem größten Waldgebiet Westeuropas, etwa 100 km südlich von Bordeaux.
Die angrenzenden Gemeinden sind Lencouacq im Norden, Arue im Osten und Süden, Bélis im Westen sowie Labrit und Le Sen im Nordwesten.
Das 35,66 km² umfassende Gemeindegebiet am Rande des Regionalen Naturparks Landes de Gascogne besteht größtenteils aus Wald. Die zahlreichen Dörfer und Weiler in der Gemeinde liegen auf kleinen Rodungsinseln.
Durch die Gemeinde fließt die Gouaneyre, ein Nebenfluss der Douze im Einzugsgebiet des Adour.

## Bevölkerungsentwicklung
| 1962 | 1968 | 1975 | 1982 | 1990 | 1999 | 2006 | 2017 |
| ---- | ---- | ---- | ---- | ---- | ---- | ---- | ---- |
| 346  | 312  | 260  | 242  | 211  | 216  | 214  | 226  |

## Sehenswürdigkeiten
- Kirche Saint-Martin im Dorf Cachen
- Kirche Notre-Dame de la Nativité im Ortsteil Guinas: ursprünglich im 13. Jahrhundert erbaut und nach Zerstörung während der Religionskriege im 16. Jahrhundert in mehreren Phasen bis ins 20. Jahrhundert hinein wieder aufgebaut.
- Schloss Lassalle (Château de Lassalle)

## Infrastruktur
Cachen liegt an der Via Lemovicensis, einer der vier Routen des Jakobsweges in Frankreich. Die Straße in den 10 km südöstlich gelegenen Kantonshauptort Roquefort (ehemalige N 626) dient auch als Zubringer für die Autoroute A65.